# Suzuki Ignis
Suziki Ignis je malý automobil, který v letech 2000 až 2008 vyráběla japonská automobilka Suzuki. Vůz byl nástupcem Suzuki Cultus. Tento automobil byl prodáván i pod značkou Subaru jako Subaru Justy

## První generace

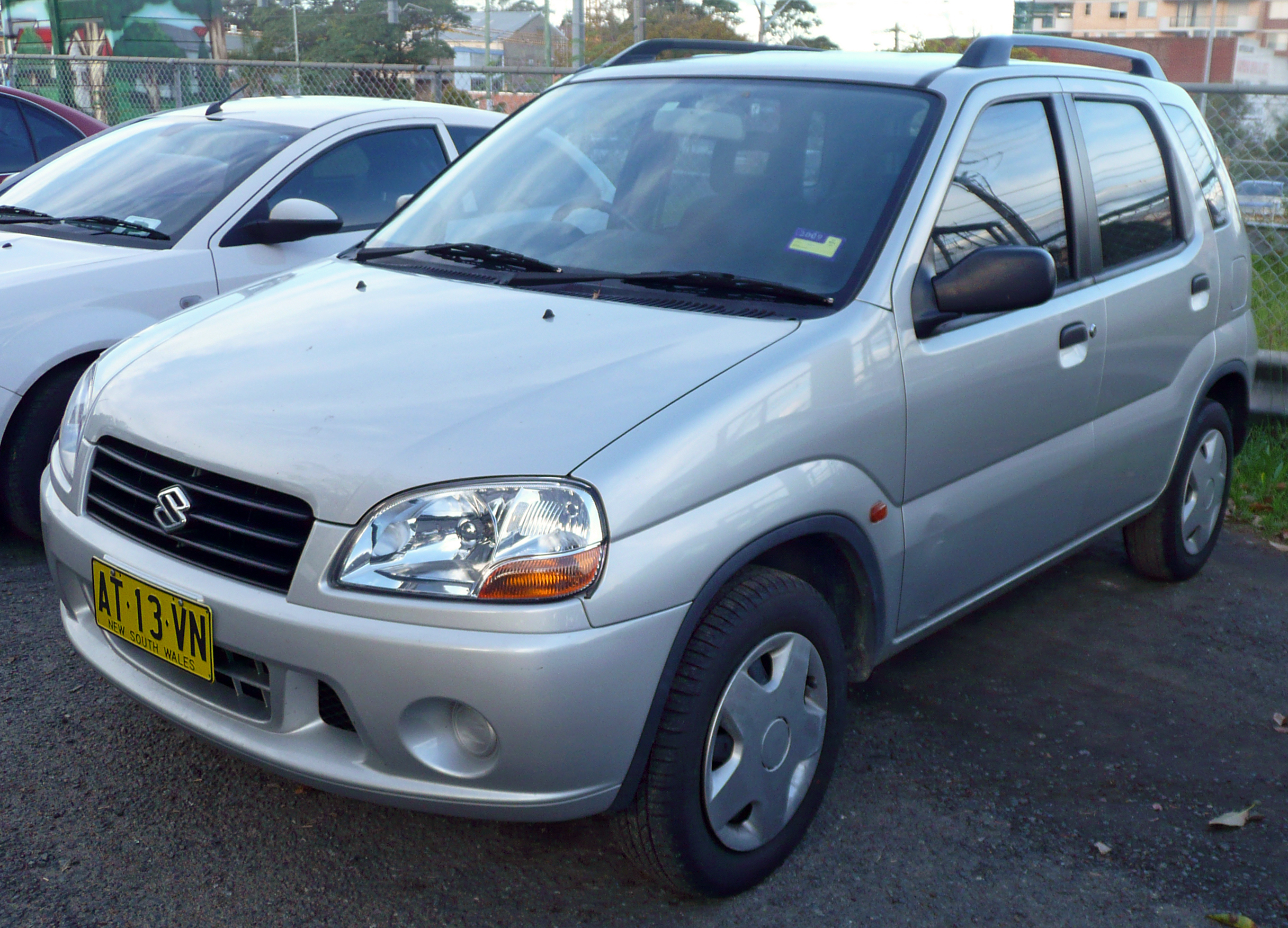
První generace

První generace se vyráběla v letech 2000 až 2005. V Japonsku se prodávala pod názvem Suzuki Swift. Byla nabízeny s motory o objemu 1,3 až 1,5 litru dosahujících výkonů od 65 do 81 kW. Pouze pro vývoz byl použit ještě slabší motor 1,3 litru o výkonu 61kW. Převodovka byla pětistupňová manuální nebo čtyřstupňová automatická. Vůz měl na výběr pohon předních nebo pohon všech kol. V roce 2003 prošel vůz faceliftem, kdy byl pozměněn vzhled přední části. Ve stejném roce se také objevila sportovní verze Ignis Sport, kterou poháněl motor o objemu 1,5 litru o výkonu 85 kW. Vůz byl vybaven řadou sportovních doplňků.
Rozměry
- Délka – 3615 mm
- Šířka – 1595 mm
- Výška – 1540 mm (3D), 1585 mm (5D)
- Rozvor – 2360 mm

## Druhá generace

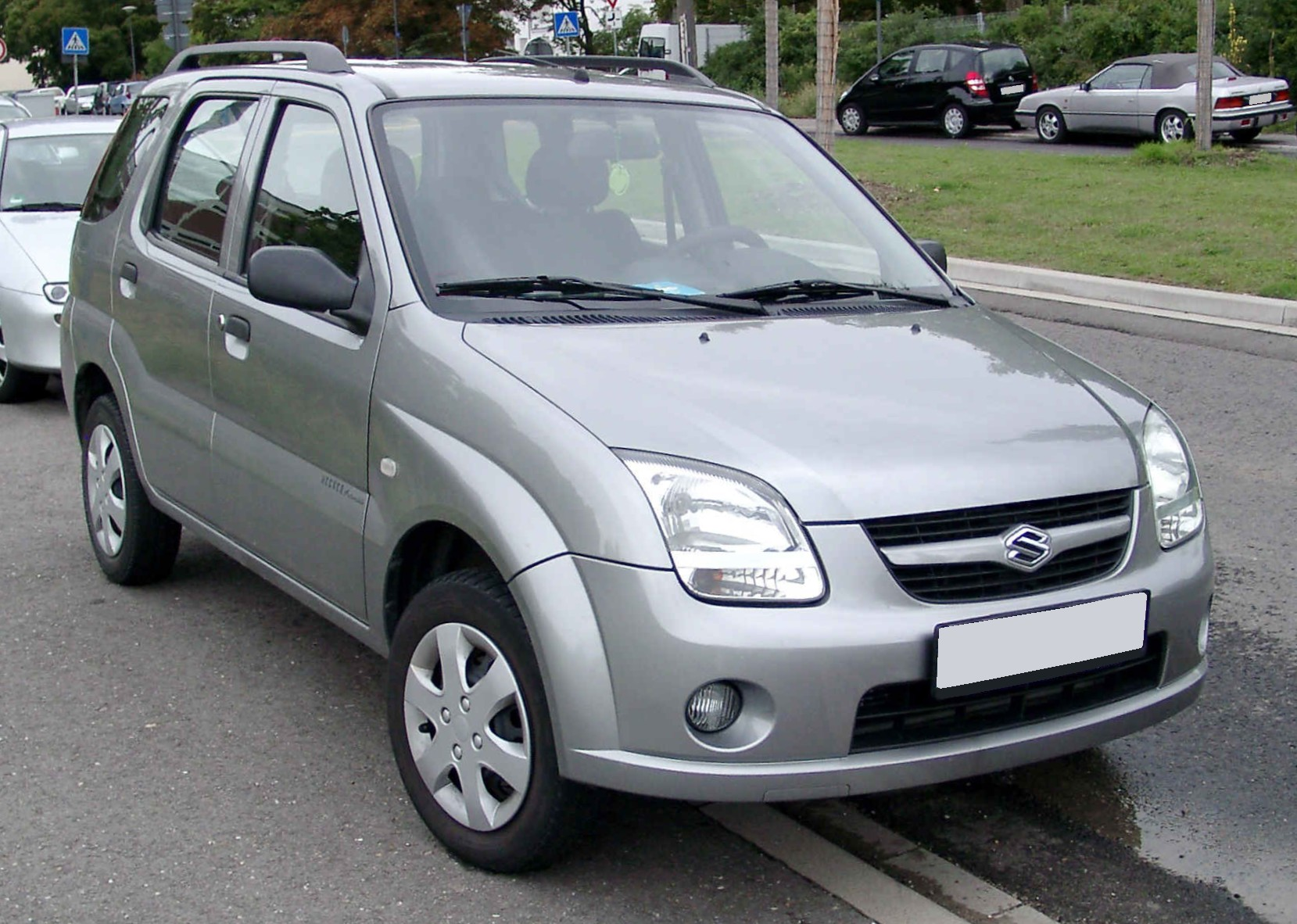
Druhá generace

Druhá generace se vyráběla od roku 2001 do roku 2008. Nejednalo se tedy o nástupce předchozího modelu v pravém slova smyslu. Vůz byl prodáván také pod názvy Chevrolet Cruze, Holden Cruze a Subaru Justy. Pro evropský trh se vyráběl v maďarském městě Esztergom. Na výběr byl opět pohon předních nebo všech kol. Vůz byl svým zaměřením považován za malé SUV. Nabídka motorů byla shodná s předchozím modelem, jednalo se ale o novější agregáty s variabilním časováním ventilů, navíc se v Evropě do něj montoval i turbodiesel od FIATu 1.3 DDiS 51 kW (FIAT ho označuje jako 1.3 MultiJet, 1.3 MJET nebo 1.3 MJTD)
Rozměry
- Délka – 3770 mm (Suzuki), 3625 (Chevrolet)
- Šířka – 1640 mm
- Výška – 1605 mm
- Rozvor – 2360 mm

## Závodní verze

### Suzuki Ignis S1600

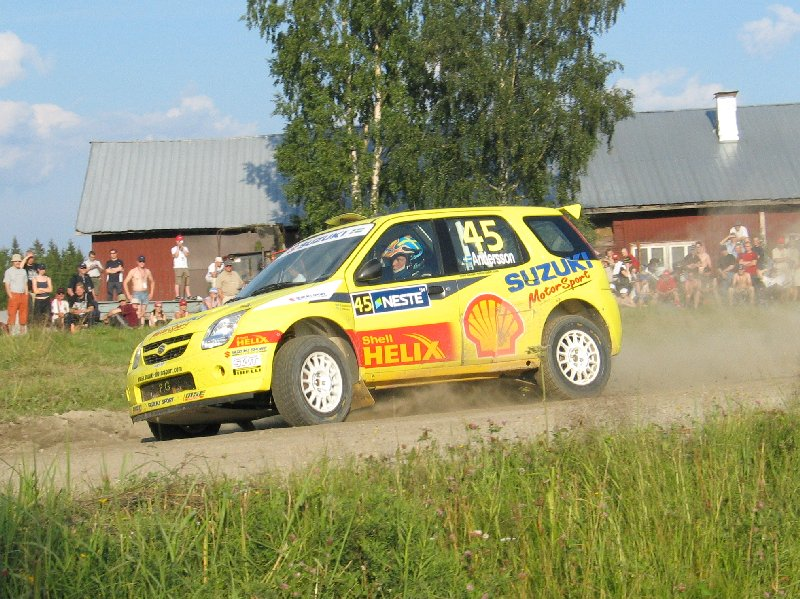
Suzuki Ignis S1600 ve Finsku

Vůz se účastnil soutěží od sezony mistrovství světa v rallye 2004. Jako základ byla použita pětidveřová karoserie modelu druhé generace. Vůz používá novou převodovku, která vznikla ve spolupráci s firmou Hewland. Tlumiče pocházejí od společnosti Rieger. Suzuki World Rally Team poprvé nasadil tyto vozy na Rallye Monte Carlo 2004.
K pohonu sloužil řadový šestnáctiventilový čtyřválec DOHC o objemu 1597 cm³ uložený napříč, který dosahoval výkonu 218 koní. Kompresní poměr motoru byl 1:12,9. Převodovka byla šestistupňová sekvenční a spojka jednokotoučová.
Rozměry
- Délka – 3770 mm
- Šířka – 1770 mm
- Výška – 1490 mm
- Rozvor – 2360 mm